# Guillermo IV de Aquitania
Guillermo IV (del francés: Guillaume IV de Poitiers), llamado Fierabras o Fierebrace (en francés: Fier-à-bras o Fièrebrace, «brazo de hierro»; en latín: Ferox brachium; 937-3 de febrero de 994), fue un noble medieval francés de la casa de Poitiers, desde el año 963 y hasta su muerte en 990 duque de Aquitania y conde de Poitiers (como Guillermo I). Sucedió a su padre Guillermo III de Aquitania (910 o 915-963).

## Biografía
Guillermo fue hijo de Guillermo III y de Gerloc  (912-969), rebautizada como Adela, hija del duque Rollon (870-927). Guillermo III abdicó en 963 y se retiró a la abadía de Saint-Cyprien en Poitiers, dejando los títulos de duque de Aquitania y conde de Poitiers a su hijo, y cediendo el condado de Auvernia como vizcondado a Roberto II de Clermont. El inicio del reinado de Guillermo se caracterizó por las muchas guerras, llegando a ser considerado un guerrero valeroso, que impuso su autoridad a los señores y vizcondes del Poitou: luchó con frecuencia contra de los condes de Anjou, la primera vez contra Godofredo Mantogrís (?-987), que había tomado Loudun.
En 968 se casó con Emma o Emmeline, hija de Teobaldo I de Blois y de Luitgarda de Vermandois (su matrimonio será tormentoso, en parte debido a los muchos adulterios de su reinado y su gran afición por la caza, que le llevaba a ausentarse frecuentemente). En el mismo año su hermana Adelaida (952-1004) se casó con Hugo Capeto (940-996), que llegara a ser rey de Francia y contra quien Guillermo luchara por su ducado.
En 979, el rey de Francia, Lotario IV, restauró el reino de Aquitania para su hijo,  Luis, que había sido coronado ese año rey de Francia en Compiègne, y en el año 982 hizo casar a Luis en Auvernia, con una gran ceremonia. Pero pronto se dio cuenta de que Aquitania estaría controlada siempre por su duque, Guillermo IV, y renunció, haciendo volver a su hijo a la corte de París.
En 988, entró en guerra con su cuñado, el recién electo rey de Francia, Hugo Capeto, a quien se negó a reconocer. Capeto recordó que su predecesor, el rey Lotario de Francia, le había dado el ducado de Aquitania antes de que este se hubiese reconciliado con el padre de Guillermo y renunciado al condado. Capeto renovó su reivindicación sobre el gran ducado y tras una negativa a someterse lo invadió ese mismo año 988, siendo derrotado el  ejército real en la llanura del valle del Loira. Guillermo, además, albergó al joven Luis (ca. 980-1010), el hijo del duque Carlos de Baja Lorena, el último heredero legítimo carolingio, que había sido encarcelado en París por Hugo Capeto. Guillermo  abrió a Luis el palacio de Poitiers y le trató como a la realeza, al considerarle como el verdadero heredero del trono francés.
Su esposa, cansada de sus adulterios, en especial de su relación con Aldéarde de Thouars, se separó de él durante un largo período y finalmente él se retiró a un monasterio, como había hecho su padre, dejando a Emma a cargo del gobierno de Aquitania en nombre de su hijo Guillermo. Guillermo Fierabras desaparece de las fuentes escritas, ya que los monjes seguramente no querían hablar de un señor infiel. Después de una reconciliación poco durable con su esposa, reapareció algún tiempo antes de desaparecer de nuevo en enero de 993. Su segundo hijo, Ebles, murió poco después de 997.

## Descendencia
Guillermo  y Emma de Blois tuvieron tres hijos:    
- Guillermo el Grande (969-1030),  duque de Aquitania y conde de Poitiers..
- Ebalus, que murió joven en 997.
- Hildegarda o Ermengarda (?-1046), quien se casó con Fulco III Nerra (972-1040), conde de Anjou

| Predecesor: Guillermo III de Aquitania (y I de Poitiers) | Duque de Aquitania 963-995 | Sucesor: Guillermo V de Aquitania (y III de Poitiers) |
| Predecesor: Guillermo I de Poitiers (y III de Aquitania) | Conde de Poitiers 963-995  | Sucesor: Guillermo III de Poitiers (y V de Aquitania) |